# Al Malbanah
Al Malbanah là một ngôi làng ở tỉnh Al Madinah, phía tây Ả Rập Xê Út . 